# 纳扎雷诺·曼多莱西
纳扎雷诺·曼多莱西（義大利語：Nazzareno Mandolesi，1944年8月31日—），意大利天体物理学家。